# Michelin
Michelin je svjetski lider u proizvodnji guma. Francuska tvrtka ima sjedište u Clermont-Ferrandu (Auvergne).
Njezini proizvodi namijenjeni su svim vrstama vozila: automobilima, kamionima, dvokotačima, zrakoplovima, niskogradnji i poljoprivrednim strojevima. Riječ je o multinacionalnoj tvrtki koja je uvrštena na popis CAC 40 koja je industrijski osnovana u 17 zemalja i zapošljava 125.400 ljudi.
Michelinov vodič prestižni je turistički priručnik koji ocjenjuje restorane. Objavljuje ga „Michelin” od 1900. godine, dodjeljujući do tri zvjezdice za izvrsnost restorana. Predstavlja najutjecajniji i najcjenjeniji sustav ocjenjivanja restorana u svijetu.

## Vanjske poveznice
- Michelin